# Manuel Teodoro del Valle
Manuel Teodoro del Valle Seoane (Jauja, 9 de noviembre de 1813-Lima, 16 de octubre de 1888) fue un sacerdote peruano que fue el primer obispo de Huánuco, de 1865 a 1872. 
Pertenecía a una familia de ricos propietarios de la sierra central. Fundó el Seminario de San Teodoro de Huánuco y propició el retorno de los jesuitas al Perú. Fue uno de los padres conciliares durante el Concilio Vaticano I. Luego fue propuesto por el gobierno de José Balta para ocupar el vacante arzobispado de Lima en 1872, siendo preconizado por la Santa Sede ese mismo año, pero no llegó a ocupar su silla pues su nombramiento fue cuestionado por el siguiente gobierno de Manuel Pardo, quien arguyó que el gobierno anterior no había respetado los trámites usuales en su proposición. Detrás de esa oposición se hallaban los políticos liberales que rechazaban a Del Valle por su conservadurismo. Para acabar con el entredicho, Del Valle renunció al arzobispado limeño. La Santa Sede lo nombró entonces arzobispo titular de Berito y administrador apostólico de Huánuco. También fue declarado Arzobispo Emérito de Lima. Durante la guerra del Pacífico hizo importantes donaciones para la defensa nacional y apoyó al ejército del general Cáceres durante la campaña de la Breña.

## Biografía

### Nacimiento y formación
Era hijo de una familia de españoles acaudalados instalados en Jauja: Juan Manuel del Valle y Ponga, natural de Tazones, Principado de Asturias; y Francisca de Seoane y Fernández, natural de la Real Villa del Ferrol, reino de Galicia.
Bajo el patrocinio del obispo de Concepción y luego arzobispo de Charcas, Martín de Villodres, estudió en la ciudad de La Paz. Consolidada la independencia del Perú en 1824, sus padres decidieron enviarle a España, donde estudió leyes en la Universidad de Oviedo, graduándose de bachiller en Cánones en 1829.

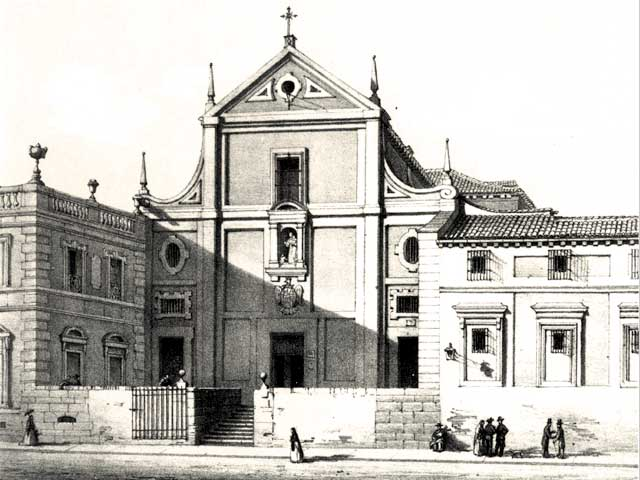
Fachada del Convento San Antonio del Prado, Madrid, hacia 1840.

### Sacerdocio
Su vocación sacerdotal lo hizo ingresar en 1830 al convento capuchino de Galicia.  De allí pasó al Convento de San Antonio del Prado de Madrid, donde terminó sus estudios de teología. En 1833 recibió la primera tonsura y las cuatro órdenes menores. El 24 de septiembre de 1836 fue ordenado presbítero y empezó a ejercer su ministerio en diversas ciudades españolas.
Pero por entonces ocurrió en España la persecución antirreligiosa desatada por los liberales tras la muerte del rey Fernando VII, en la que fueron suprimidos muchos conventos y expulsadas las órdenes religiosas (la llamada desamortización). Fue por esa razón que Del Valle dejó España en 1839, y pasó a Francia e Italia. Estando en Roma logró su secularización, abandonando así el hábito capuchino.
En 1840 regresó al Perú como misionero apostólico. El arzobispo de Lima Francisco de Sales Arrieta lo nombró cura de Pararín en Áncash. En 1846 obtuvo por concurso la parroquia de Sicaya en Junín. En 1850 pasó a ser párroco de Santa Ana, en Lima.
En 1851, el arzobispo de Lima Francisco Xavier de Luna Pizarro lo nombró como su secretario de Cámara y Gobierno, cargo que ejerció hasta 1856. En 1853 fue incorporado al Colegio de Abogados de Lima como miembro honorario. En 1861 fue nombrado examinador sinodal del arzobispado y rector del Seminario Conciliar de Santo Toribio. Por entonces, bajo el seudónimo de Un Serrano, escribió en la prensa contradiciendo las opiniones jansenistas del clérigo Francisco de Paula González Vigil.
Junto con su hermano Julián del Valle fue heredero de decenas de miles de hectáreas de terreno agrícola en la sierra central del Perú. Se trataba de la hacienda San Juan de Miraflores, los terrenos de pastos de Llacuaripampa y las haciendas ganaderas Ingahuasi, Suitucancha y Auquicancha, (ubicadas entre Jauja y Huancayo), así como las haciendas Huari y Acocra (en Pampas, Huancavelica). Debido a las luchas políticas que durante esa época convulsionaron al Perú (castillistas contra vivanquistas), él y su hermano tuvieron que abandonar el país, aunque por poco tiempo.
En 1864 fue designado por la cámara de diputados para pronunciar la oración fúnebre durante las exequias de Bartolomé Herrera, que al momento de fallecer era diputado por Jauja y obispo de Arequipa. También en 1869 sería solicitado para pronunciar la oración fúnebre en homenaje al mariscal y expresidente Ramón Castilla, cuando los restos de este fueron trasladados a Lima desde Tarapacá.

### Obispo de Huánuco
El 27 de marzo de 1865 fue propuesto para ocupar el recientemente creado obispado de Huánuco, con jurisdicción en las cinco provincias que componían el departamento de Junín. Fue consagrado por el arzobispo de Lima José Sebastián de Goyeneche el 6 de agosto de 1865. La ceremonia se realizó en su antigua sede parroquial de Santa Ana.
Tardó en ejecutarse la bula pontificia de la erección del nuevo obispado, hasta que finalmente, el 2 de febrero de 1869, Del Valle tomó posesión canónica de su diócesis por medio de su vicario general y provisor, doctor Juan Bautista Guzmán. Y el 1 de julio de dicho año hizo su entrada personal en la ciudad de Huánuco, ante el regocijo de la población.
Empezó por organizar los servicios de administración de la flamante sede diocesana. El 25 de julio de 1869 instaló el cabildo eclesiástico, con un deán, el ya mencionado Juan B. Guzmán, y tres canónigos: Fernando Fretel Trujillo, Santiago Almeida y Juan G. Garay. También dio una reglamentación al beaterio de la ciudad e hizo la visita pastoral al territorio de su diócesis.
Una de sus más importantes obras fue la fundación del Seminario Conciliar de San Teodoro de Huánuco, el 13 de setiembre de 1869, cuya sede donó de su peculio. Como su rector puso al cura de Huaripampa, doctor Pedro Pablo Guzmán. Por entonces existían en el Perú otros siete seminarios: el de Santo Toribio de Lima, el de San Jerónimo de Arequipa, el de San Carlos y San Marcelo de Trujillo, el de San Antonio de Abad del Cuzco, el de San Cristóbal de Ayacucho, el de Jesús María de Chachapoyas (fundado en 1845) y el de San Ambrosio de Puno (fundado en 1866).

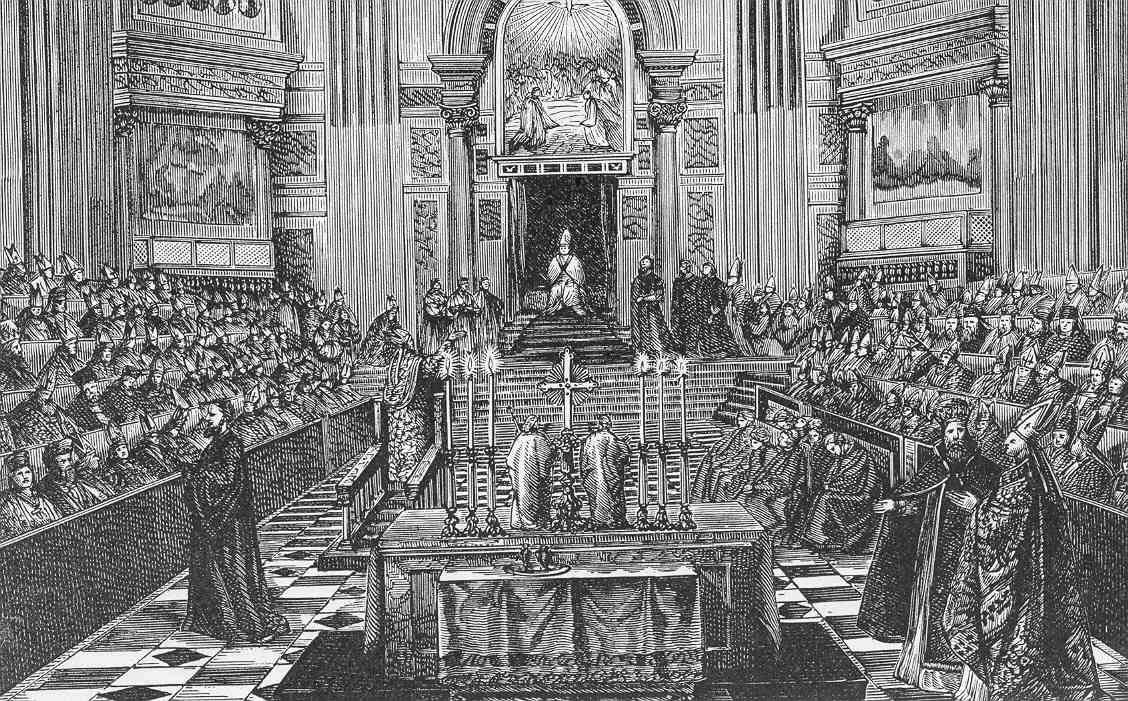
Concilio Vaticano I, donde participó monseñor Del Valle.

Poco después, viajó a Roma para concurrir al Concilio Vaticano I, asistiendo desde su apertura el 8 de diciembre de 1869 hasta su forzosa suspensión el 20 de septiembre de 1870 debido a la toma de Roma por la tropas piamontesas, que puso fin a los Estados Pontificios y consolidó la unificación italiana. En ese concilio fue donde se declaró la infalibilidad del papa como jefe de la Iglesia.
Del Valle aprovechó su estancia en Roma para gestionar el traslado al Perú de cuatro jesuitas españoles para que se encargaran de la enseñanza en el seminario de Huánuco. Este hecho marcó el retorno de la orden jesuita, expulsada del Perú cien años atrás (1871). También logró revertir la disolución de la comunidad franciscana del convento de Santa Rosa de Ocopa, promovida por la oleada liberal de esa época.
El 11 de marzo de 1871 dio la prédica inaugural de la gran asamblea convocada en el Templo de San Francisco de Lima para elevar plegarias por el papa Pío IX, afectado por los sucesos políticos ocurridos en Italia. En una elocuente disertación, Del Valle instó a los fieles a que protestaran contra los ultrajes inferidos al sumo pontífice.

### Elección como arzobispo de Lima
Tras fallecer el arzobispo Goyeneche el 19 de febrero de 1872, el presidente José Balta, con la aprobación del Consejo de Ministros, elevó preces al romano pontífice a fin de que se otorgase el arzobispado de Lima a monseñor Manuel Teodoro del Valle (30 de marzo de 1872). El representante peruano ante la Santa Sede puso las cartas de presentación en manos del papa Pío IX, quien preconizó arzobispo a Del Valle el 4 de junio de ese año.
Pero al producirse el cambio del poder político del Perú y asumir la presidencia Manuel Pardo, algunos elementos liberales (por ende, anticlericales) de su gobierno protestaron por dicha designación y alegaron que el gobierno de Balta no había respetado los trámites usuales al proponer ante el papa como arzobispo a Del Valle. Sucedía que una ley dada el 14 de octubre de 1864 había dispuesto que el poder ejecutivo debía proponer una terna doble de obispos al poder legislativo, para que este eligiese por mayoría de votos al obispo indicado para ser presentado ante la Santa Sede. En el caso de monseñor Del Valle, su designación como arzobispo de Lima se había hecho sin acuerdo del Congreso (que en esos momentos se hallaba en receso). Tampoco había constancia del voto del Consejo de Ministros.
Debido a todo ello, el Congreso decidió anular el nombramiento de Del Valle. El poder ejecutivo apoyó esta decisión y las preces fueron retiradas. El ministro peruano ante la Santa Sede, el liberal Pedro Gálvez Egúsquiza, hizo los trámites para que la Santa Sede anulara el nombramiento, lo cual era un asunto complicado pues una anulación de ese tipo solo podía darse por muy graves causas, que la Sede Apostólica no veía en este caso específico.
El asunto se resolvió cuando el mismo monseñor Del Valle, demostrando gran desprendimiento, renunció al arzobispado, facilitando así a la Santa Sede el nombramiento de otro arzobispo. El papa Pío IX supo apreciar dicho gesto y en recompensa lo nombró arzobispo titular de Berito (19 de noviembre de 1872), así como administrador apostólico de Huánuco. Como nuevo arzobispo de Lima fue elegido Francisco Orueta y Castrillón.
Pese a que no tomó posesión de la arquidiócesis limeña, se considera que el arzobispado de Manuel Teodoro del Valle fue de 4 de junio a 15 de noviembre de 1872.

### Apoyo a los jesuitas
Del Valle es recordado por su intervención a favor del reingreso de la orden jesuita en el Perú, luego de un siglo de su expulsión ocurrida en 1767, retorno que provocó no pocas controversias en el país. Precisamente, fue a los jesuitas a quienes puso a cargo del seminario que fundara en Huánuco. En 1878 se abrió en Lima el Colegio de la Inmaculada a cargo de sacerdotes jesuitas, que sería clausurado por decisión del gobierno en 1886, aunque reabrió en 1888 y aún existe.

### Su patriotismo durante la guerra con Chile

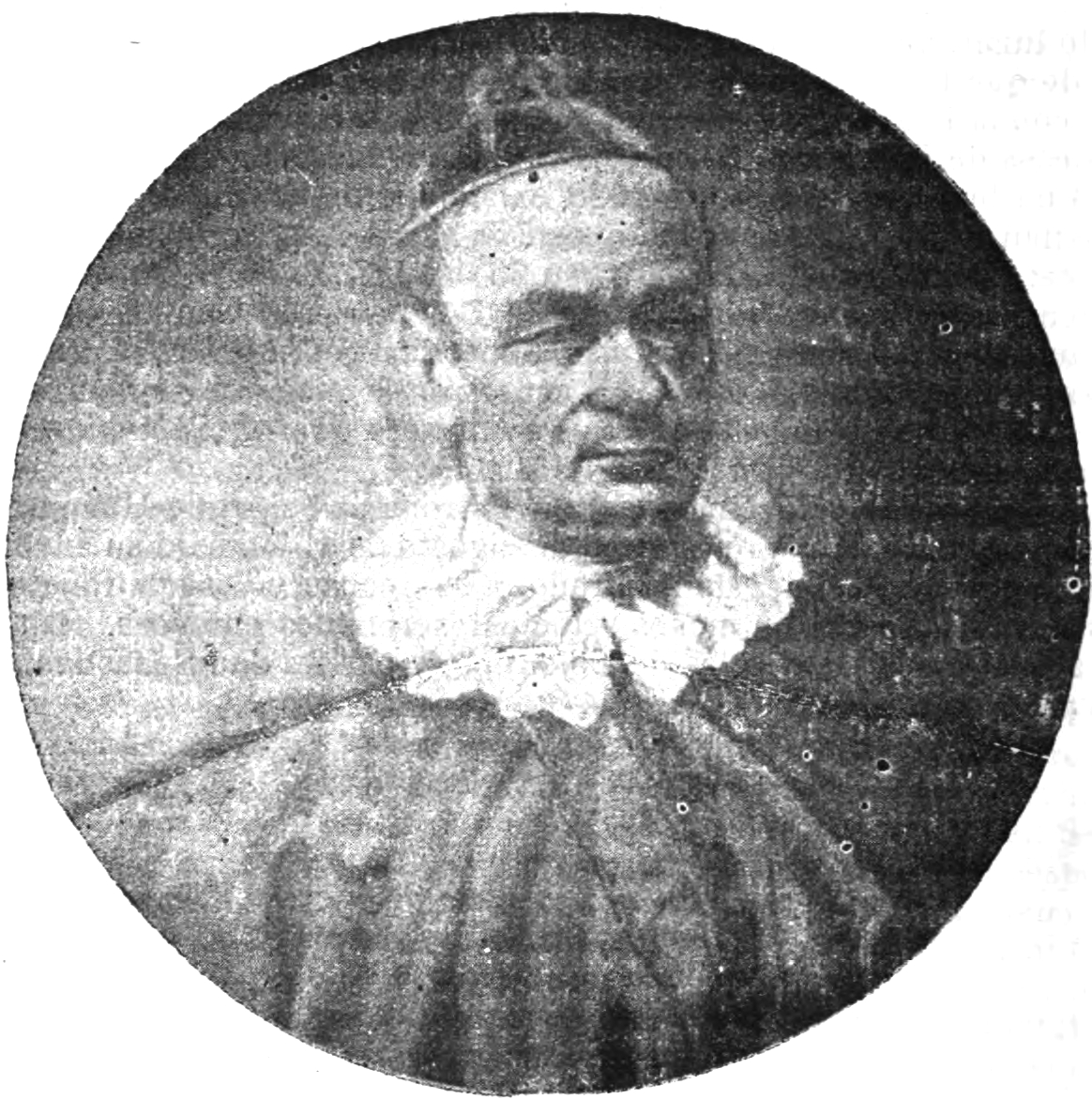
Fotografía de Manuel Teodoro del Valle.

Al estallar la guerra del Pacífico, Del Valle demostró patriotismo al ceder la mitad de su sueldo para los gastos de la guerra, lo que fue imitado por su cabildo y clero; asimismo, donó mil soles de su peculio para contribuir a la adquisición de un buque blindado, así como la tercera parte de las pensiones de las parroquias de su diócesis.
Durante la campaña de la Breña actuó como consejero del general Andrés Avelino Cáceres. Se decía que él y Cáceres eran los líderes de la resistencia peruana en la sierra central. Un delegado suyo entregó un mensaje a los combatientes peruanos apurando el inicio del combate de Concepción, en el valle de Jauja (9 y 10 de julio de 1882).
Los chilenos, sabiendo que era poseedor de una considerable fortuna, lo persiguieron para arrancarle un sustancioso cupo. Del Valle se refugió en el Convento de Santa Rosa de Ocopa, pero los invasores irrumpieron en el edificio, pese a que tenía una bandera española de neutralidad. Para evitar que cometieran más desmanes, Del Valle se presentó ante el enemigo y aceptó pagar un cupo de 20 000 pesos, que entregó mediante un giro contra un banco en Lima. Pero se le ocurrió una estratagema para evitar que ese dinero fuera a manos de los chilenos: inmediatamente envió a la capital a un emisario para que anulara el giro. Por tal desaire, los chilenos lo apresaron y lo trasladaron a Lima, donde sufrió vejámenes.

### Fallecimiento y legado
Finalizada la guerra, no pudo retornar a Huánuco debido a su edad avanzada y a su precaria salud, agravada por los maltratos sufridos durante su reclusión. Permaneció entonces en Lima, hasta que falleció a las diez de la noche de 16 de octubre de 1888.
En su testamento donó veinte mil soles a la congregación salesiana para que se instalara en el Perú y se dedicara a la educación de los desvalidos, sin intervención de la beneficencia. Con ese dinero se construyó la primera casa de los padres salesianos en el Perú, en el Callao, actualmente sede del Colegio Salesiano del Callao. Del Valle tenía también en su poder un cáliz de Santo Toribio de Mogrovejo, segundo arzobispo de Lima.